# Anastatus mantoidae
Anastatus mantoidae är en stekelart som beskrevs av Victor Ivanovitsch Motschulsky 1859. Anastatus mantoidae ingår i släktet Anastatus och familjen hoppglanssteklar. Inga underarter finns listade i Catalogue of Life.